# Godske Hans von Krogh
 For alternative betydninger, se Godske von Krogh.
Godske Hans von Krogh (født 11. november 1726 i Trondhjem, død 28. april 1808 i Haderslev) var en dansk godsejer og stiftamtmand. Han var bror til Georg Frederik, Frederik Ferdinand og Caspar Hermann von Krogh.
Han var en søn af generalløjtnant Georg Frederik von Krogh (1687-1768) og Hedevig Augusta Brüggemann (1707-1740). I 1740 kom han til hoffet som page, og i 1753 blev han kammerjunker og senere, i 1760, blev han kammerherre.
Ifølge Charlotte Dorothea Biehl var han en af deltagerne i kong Frederik 5.'s hyppige drikkelag, og det fortælles, at kongen ved en sådan lejlighed i beruselse kom til at såre hans ene øje så betydeligt, at han mistede synet på det, hvilket atter havde til følge, at han blev fjernet fra hoffet, fordi kongen ikke kunne udholde stadig at blive mindet om sit uheld. I hvert fald blev han i 1764 stiftamtmand over Lolland-Falsters Stift og amtmand over Aalholm, Halsted og Maribo Amter, men overdrog i 1782 med kongelig tilladelse sit embede til baron Jens Krag-Juel-Vind mod en årlig afgift af 1.000 Rdl., så længe han levede.
Han var ejer af Søholt på Lolland, men boede i sin sidste levetid i nærheden af Haderslev og døde der 28. april 1808.
I 1769 blev han Ridder af Dannebrog. Han blev 19. september 1760 viet med Anna Magdalene Sophie von Lützow (1745-1782), en datter af generalmajor Christian Frederik von Lützow til Søholt og Anna Sophie f. Holsten. De fik ingen børn. I 1768 fik de ordenen l'union parfaite.